# Original (Sia)
Original è un singolo della cantautrice australiana Sia, pubblicato il 10 gennaio 2020 come estratto dalla colonna sonora del film Dolittle.